# シニア海外協力隊
シニア海外協力隊（シニアかいがいきょうりょくたい、英: Senior Japan Overseas Cooperation Volunteers）は、日本国政府が行う政府開発援助 (ODA) の一環として、外務省所管の独立行政法人国際協力機構 (JICA) が実施する海外ボランティア派遣制度である。経験・技能等が必要な案件を対象とする。

## 概要
1990年に国際協力事業団（後の国際協力機構）によるシニア協力専門家として発足。1996年にシニア海外ボランティア (Senior Volunteers, SV) に、さらに2018年に現在のシニア海外協力隊に改称された。2018年3月末現在までに75ヶ国、計6,362名の隊員が派遣されている。
元々は青年海外協力隊のシニア版という位置付けであり、40~69歳までの中高年者を対象としていた。しかし、2018年の改称時に年齢による区分は廃止され、以後は一定以上の経験・技能等が必要なシニア案件を扱う制度となっている。
専門家としての高度なスキルを要求され、採用のハードルは青年海外協力隊より高い。